# 王濛 (東晋)
王 濛（おう もう、309年 - 347年）は、中国の東晋の外戚。哀帝の皇后王穆之の父にあたる。字は仲祖。本貫は太原郡晋陽県。

## 経歴
新淦県令の王訥（字は文開）の子として生まれた。若いときは勝手気ままで束縛を受けず、郷里のはみだし者であった。後に克己勉励し、風流で名声を博し、敬愛を受けるようになった。姿かたちが美しく、自らを鏡に映して、「王文開がこのような子を生むとは」と言ってのけた。財産を分配して、自らは清貧の生活を送った。あるとき頭巾が破れたため、自ら市場に行って買い求めたところ、老婆がかれの美貌を気に入り、新しい頭巾を贈った。当時の人はかれを達人とみなした。劉惔との友情で知られ、劉惔は荀奉倩に、王濛は袁曜卿に喩えられて、当時の風流の代表者に挙げられた。
司徒の王導に召されて掾となった。王導が匡術の弟の匡孝を召し出そうとしたとき、王濛は「小人を用いてはいけない」と言って諫めた。後に長山県令に補任されて出向した。再び王導の下で司徒左西属とされたが、固辞した。中書郎に転じた。
会稽王司馬昱の輔政のもとで尊重され、司徒左長史に任じられた。晩年に東陽郡太守の任を求めたが、許されなかった。病に倒れ、司馬昱を恨んで「癡（愚か者）」と罵った。病は重くなり、灯りの下で麈尾を回してはそれを眺め、「この（美しい麈尾の）ような人（自分）はきっと40まで生きられまい」と言って嘆いた。 永和3年（347年）、死去した。享年は39。通夜にあたっては、劉惔は取っ手が犀の角で造られた麈尾を棺の中に置くと、久しく慟哭して止まなかった。

## 子女
- 王修（字は敬仁、中軍司馬、『賢全論』）
- 王蘊（字は叔仁、孝武定皇后の父）
- 王穆之（哀靖皇后）

## 伝記資料
- 『晋書』巻93 列伝第63